# Ján Starší
Ján Starší (Szokolcs, 1933. október 17. – 2019. április 13.) világbajnoki ezüstérmes csehszlovák válogatott szlovák jégkorongozó, edző, szövetségi kapitány.

## Pályafutása
A Slovan Bratislava és a Sparta Praha jégkorongozója volt. A csehszlovák válogatottban 73 alkalommal szerepelt és 29 gólt szerzett. Egy világbajnoki ezüst, és két bronzérmet szerzett a nemzeti csapattal.
1973 és 1979 között a Karel Guttal a csehszlovák válogatott vezetőedzője volt. Két világbajnoki címet, négy ezüstérmet értek el ebben az időszakban. Az 1976-os innsbrucki olimpián ezüstérmes lett a válogatott. Az 1987-es világbajnokságon František Pospíšil edzőtársaként bronzérmet szerzett a válogatott csapattal.

## Sikerei, díjai

### Játékosként
- Világbajnokság
  - ezüstérmes: 1961
  - bronzérmes (2): 1959, 1963

### Edzőként
- Világbajnokság
  - aranyérmes (2): 1976, 1977
  - ezüstérmes (4): 1974, 1975, 1978, 1979
  - bronzérmes: 1987
- Olimpiai játékok
  - ezüstérmes: 1976, Innsbruck